# Gerner G IIR
Le Gerner G IIR était un biplan biplace d’école extrapolé du Gerner G I.
C'était un biplan à ailes égales décalées de construction métallique entoilée, la voilure étant repliable le long du fuselage pour faciliter le logement dans un hangar. Le prototype [D-1936 W.Nr 2]  effectua son premier vol en juin 1930 avec un moteur 9 cylindres en étoile Salmson 9 AD (en) de 45 ch. Ce prototype fut longuement testé par Erich Wiegmeyer, qui finit par l’acheter pour les besoins de sa propre entreprise, Südwestdeutschen Luftverkehrs AG, avec laquelle Flugzeugbau Max Gerner partageait un hangar sur l’aérodrome de Rebstock. Revendu en septembre 1932 à Akaflieg, il fut remotorisé courant 1933 avec un BMW Xa de 54 ch.

## Trois versions

### G IIR
Les 6 premiers Gerner G II (W.Nr 2/7) furent équipés d'un moteur Salmson 9Ad de 45 ch. La tête de série [D-2154 W.Nr 3] fut achevée avec un poste de pilotage protégé pare un pare-brise à la demande de Richard J Kern, de Düsseldorf, pour participer au Rallye aérien allemand, qui débutait le 11 août 1931. Relation proche d’Ernst Udet, Richard J Kern prit le départ avec 35 minutes de retard et dut se contenter de suivre la compétition sans y participer. Son biplan reçut par la suite divers moteurs : un BMW Xa, un 4 cylindres en ligne Horex-AFMA de 45 ch qui se révéla trop lourd, et Hirth HM 60R. Il fut finalement démantelé en février 1937. Les autres exemplaires furent achetés par des particuliers.

### G IIRb
À partir du [D-2625 W.Nr 8] un moteur en ligne Hirth HM 60de 60 ch ou HM 60R de 85 ch fut monté en série sur le biplan Gerner. Un document publicitaire distribué durant l’Exposition du sport aérien allemand (DELA) tenue à Berlin en 1933 montre que le Gerner G IIR était alors vendu 7 800 Reichmark avec un moteur BMW Xa, 8750 RM avec un HM 60 et 9100 RM avec un HM 60R. 4 Gerner G IIRb participèrent au Rallye aérien allemand 1933 et en 1934 le DVL comptait 7 G IIRb dans sa section d’Essen, 5 au groupement régional de Münster, 6 dans son établissement principal de Berlin. On vit encore des Gerner G IIRb participer à différentes compétitions, y compris au fameux circuit des Alpes en 1936. Au total 34 G IIRb furent construits.

### Adler G IIRc
Au moment du rachat de Flugzeugbau Max Gerner par |Adler, Max Gerner travaillait à une nouvelle version de son biplan, désignée G IIRc : voilure en flèche, atterrisseur renforcé, nouveaux amortisseurs, montage de pneus basse pression, nouvel empennage vertical. Parallèlement l’E-Stelle de Rechlin effectuait des essais à la suite d’accidents suspects: Le 10 mars 1933 le G IIR [D-2293 W.Nr 7] avait fait une chute inexpliquée de 60 m. Un accident similaire étant survenu le 22 février 1934 au [W.Nr 14], les biplans Gerner avaient été immobilisés et le RLM avait ordonné une enquête. On s’aperçut de faiblesses dans le bâti supportant le réservoir, situé au centre du plan supérieur. À vitesse élevée il se déformait, entraînant une déformation de toute la cellule pouvant entraîner son arrachement. Il fallait donc renforcer la structure. Toutes ces modifications furent incorporées au G IIRc, dont les essais débutèrent en avril 1935. Un mois plus tard on comptait 5 Adler G IIRc au départ du Rallye aérien allemand. Le Gerner G IIRc participa également à la parade aérienne organisée durant les Jeux olympiques d’été à Berlin en 1936 et au 2e Rallye aérien de Belgique, alors que la production avait déjà cessé. Il semble que seulement 13 G IIRc aient été construits.